# Seznam vrcholů ve Vtáčniku

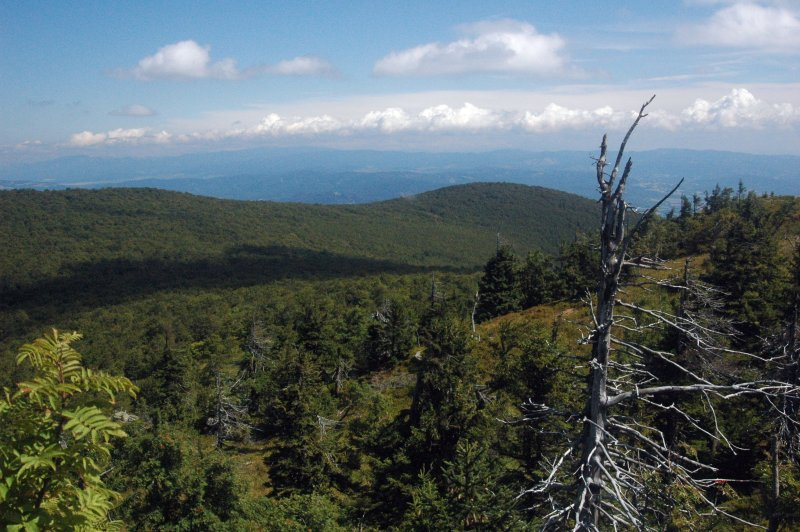
Výhled z Vtáčniku (1346 m)

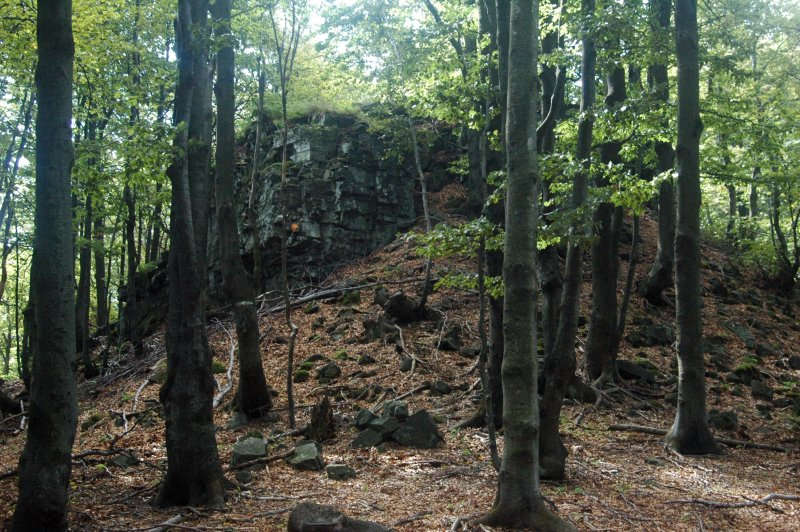
Jarabá skala (1169 m)

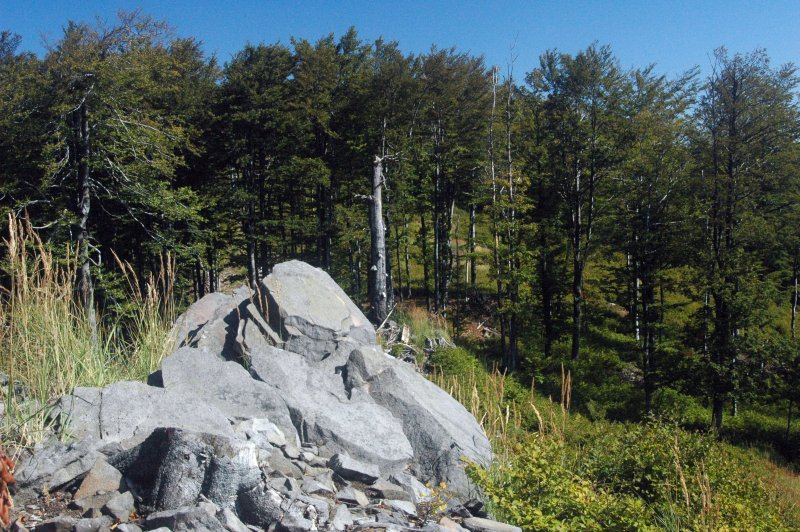
Orlí kameň (1126 m)

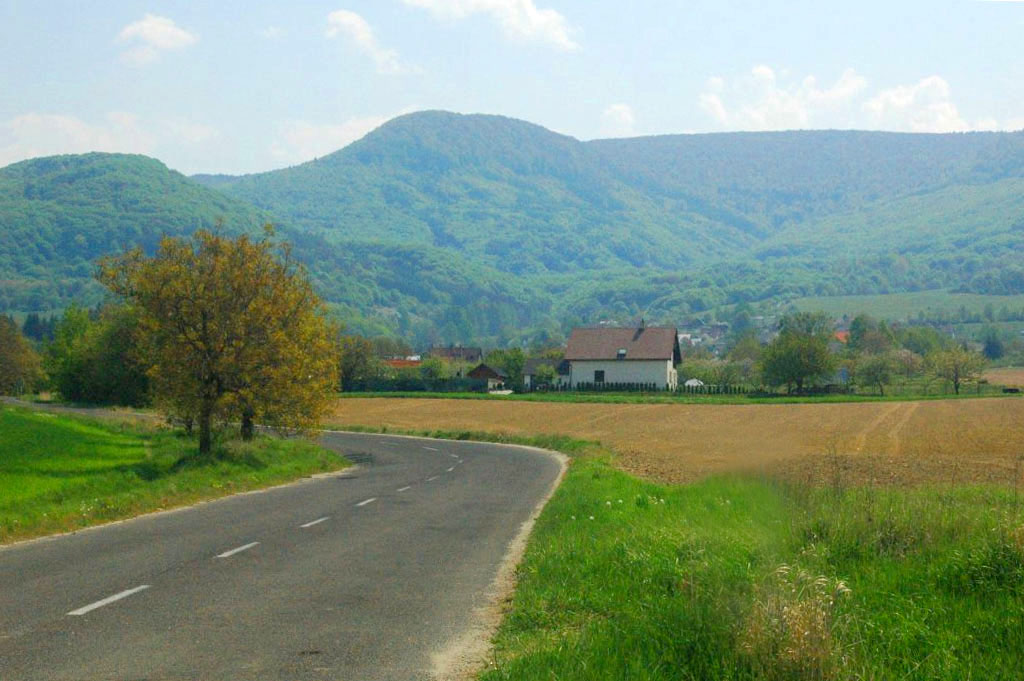
Tlstý diel (1016 m)

Seznam vrcholů ve Vtáčniku zahrnuje pojmenované vtáčnické vrcholy s nadmořskou výškou nad 1000 m. K sestavení seznamu bylo použito map dostupných na stránkách hiking.sk.

## Seznam vrcholů
| #   | Vrchol           | Výška (m) | Souřadnice                       | Přístup                                                                        |
| --- | ---------------- | --------- | -------------------------------- | ------------------------------------------------------------------------------ |
| 1.  | Vtáčnik          | 1346      | 48°37′29″ s. š., 18°38′06″ v. d. | červená turistická značka · modrá turistická značka · zelená turistická značka |
| 2.  | Malá Homôľka     | 1298      | 48°36′01″ s. š., 18°38′36″ v. d. | červená turistická značka · zelená turistická značka                           |
| 3.  | Kláštorská skala | 1279      | 48°36′46″ s. š., 18°37′29″ v. d. | červená turistická značka · žlutá turistická značka                            |
| 4.  | Veľká Homôľka    | 1274      | 48°37′57″ s. š., 18°39′14″ v. d. | neznačeno                                                                      |
| 5.  | Zraz             | 1234      | 48°37′36″ s. š., 18°37′32″ v. d. | modrá turistická značka                                                        |
| 6.  | Jarabá skala     | 1169      | 48°39′27″ s. š., 18°39′50″ v. d. | červená turistická značka · žlutá turistická značka                            |
| 7.  | Tri chotáre      | 1144      | 48°38′24″ s. š., 18°39′23″ v. d. | červená turistická značka · modrá turistická značka                            |
| 8.  | Biely kameň      | 1136      | 48°41′13″ s. š., 18°41′08″ v. d. | neznačeno                                                                      |
| 9.  | Magurka          | 1129      | 48°37′32″ s. š., 18°39′37″ v. d. | neznačeno                                                                      |
| 10. | Orlí kameň       | 1126      | 48°39′58″ s. š., 18°40′19″ v. d. | červená turistická značka                                                      |
| 11. | Kuní vrch        | 1112      | 48°38′53″ s. š., 18°37′38″ v. d. | neznačeno                                                                      |
| 12. | Rúbaný vrch      | 1097      | 48°35′36″ s. š., 18°36′08″ v. d. | červená turistická značka · žlutá turistická značka                            |
| 13. | Hrebienky        | 1087      | 48°38′50″ s. š., 18°39′29″ v. d. | červená turistická značka                                                      |
| 14. | Balatom          | 1086      | 48°35′56″ s. š., 18°35′31″ v. d. | žlutá turistická značka                                                        |
| 15. | Plešina          | 1061      | 48°35′18″ s. š., 18°35′52″ v. d. | červená turistická značka                                                      |
| 16. | Buchlov          | 1041      | 48°36′33″ s. š., 18°34′24″ v. d. | žlutá turistická značka                                                        |
| 17. | Brána            | 1036      | 48°37′39″ s. š., 18°36′10″ v. d. | modrá turistická značka                                                        |
| 18. | Krivá breza      | 1033      | 48°37′04″ s. š., 18°36′31″ v. d. | žlutá turistická značka                                                        |
| 19. | Tlstý diel       | 1016      | 48°41′47″ s. š., 18°40′40″ v. d. | neznačeno                                                                      |
| 20. | Tatra            | 1015      | 48°34′57″ s. š., 18°36′06″ v. d. | červená turistická značka · modrá turistická značka                            |